# Kelliola symmetros
Kelliola symmetros ist eine Muschel-Art aus der Familie der Linsenmuscheln (Montacutidae). Es ist die Typusart und einzige Art der Gattung Kelliola Dall, 1899. Die Art lebt kommensal mit dem irregulären Seeigel Aeropsis rostrata (Thomson, 1877).

## Merkmale
Die gleichklappigen, sehr kleinen, nicht geblähten Gehäuse sind annähernd eiförmig, wobei das Vorderende etwas mehr ausgezogen ist als das Hinterende. Sie sind bis 1,3 mm lang und bis 1,0 mm hoch (Länge zu Höhe-Verhältnis 1,3 zu 1). Die Gehäuse sind ungleichseitig, die orthogyraten Wirbel sitzen etwas hinter der Mitte der Gehäuselänge. Der vordere, fast gerade Dorsalrand fällt zum gerundeten Vorderende hin ab. Der hintere Dorsalrand ist kürzer und fällt auch steiler zum gerundeten Hinterende ab als der vordere Dorsalrand. Der Ventralrand ist weit gerundet. Das Schloss zeigt in der rechten Klappe einen vorderen, zapfenförmigen Kardinalzahn. Vor diesem Zahl befindet sich eine leichte, längliche, aber kurze Einsenkung (oder Grube). In der linken Klappe ist nur ein vorderer, randlicher, kurzer Flange vorhanden. Hintere Zähne fehlen. Das kurze Ligament liegt intern auf einem flach eingetieften Resilifer unterhalb und etwas hinter den Wirbeln.

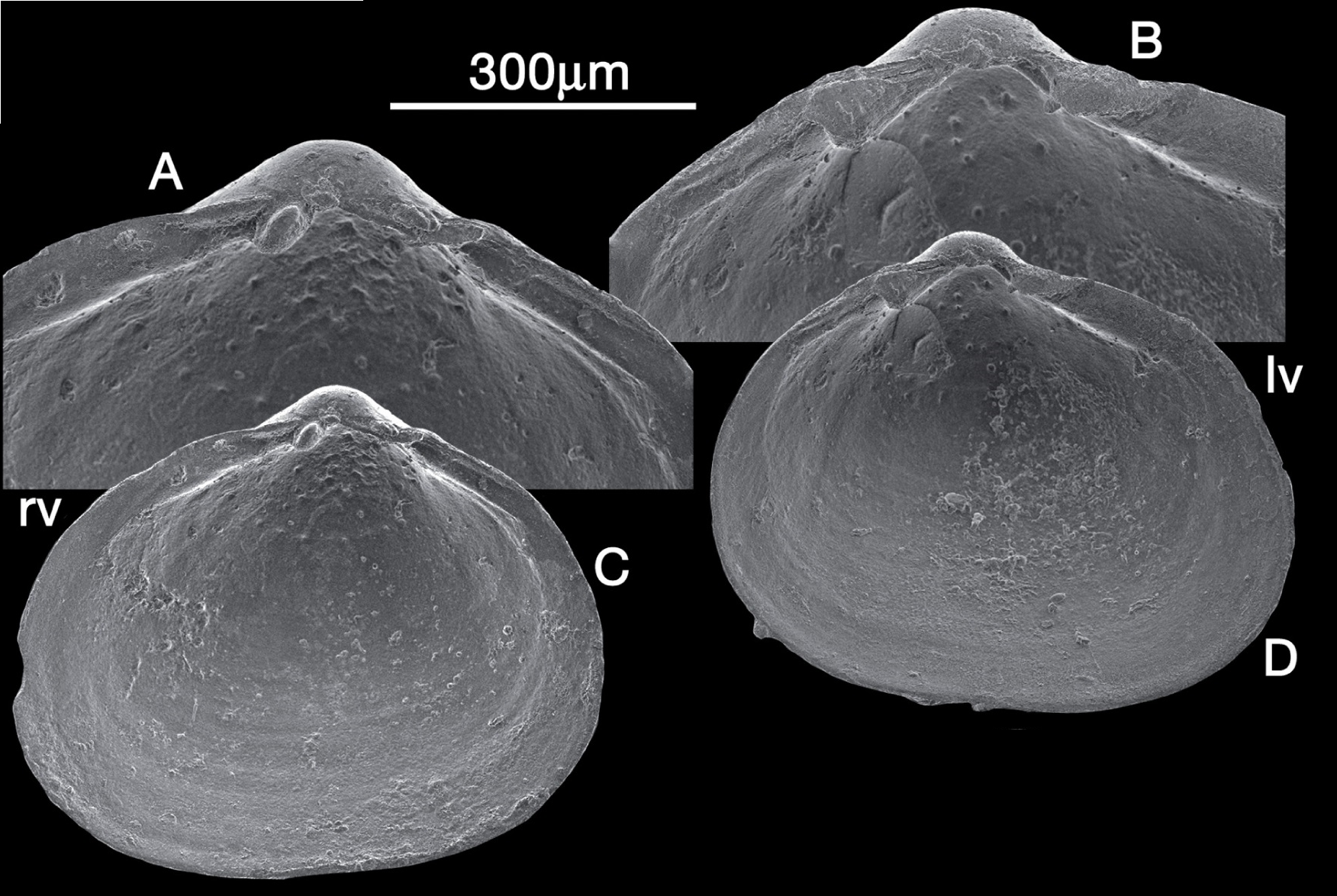
Kelliola symmetros, Holotyp, Schloss und Innenansicht, lv = left valve/linke Klappe, rv= right valve/rechte Klappe (aus Oliver 2012: Abb. 2)

Die weißliche Schale ist dünn, zerbrechlich und durchscheinend. Die Ornamentierung besteht aus schwachen randparallelen Linien und einer feinen radialen Streifung am Ventralrand des Gehäuses. Am Ventralrand können feine, mikroskopische Kerben vorhanden sein.

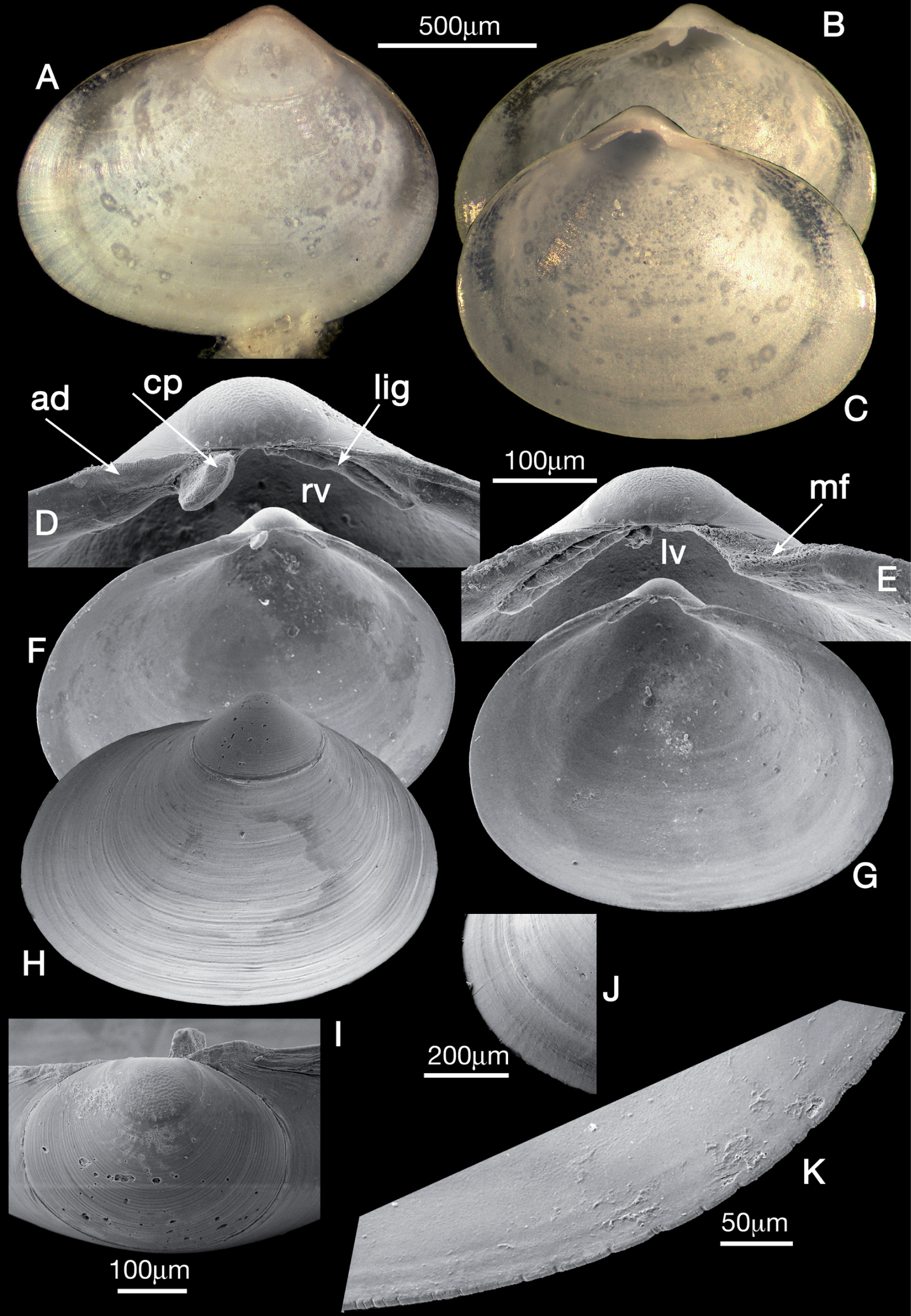
Kelliola symmetros, A: Außenansicht einer linken Klappe, B-C: Innenansichten von rechter und linker Klappen, D-E: SEM-Fotos des Schlosses von rechter und linker Klappe, F-H: SEM-Fotos von den Innenseiten von rechter und linker Klappe sowie eine Außenansicht der linken Klappe, I: SEM-Foto des Prodissoconch, J: SEM-Foto des Vorderrandes mit schwacher radialer Ornamentierung, K: SEM-Foto des Gehäuserandes mit den eingeschnittenen Kerben (aus Oliver 2012: Abb. 3)

Die Schließmuskel sind annähernd gleich groß. Der Mantelrand weist eine große Öffnung für den Fuß aus. Er ist etwa von der Gehäusemitte zum Hinterende hin verschmolzen, mit Ausnahme einer kleinen Öffnung für das ausströmende Atemwasser. Der Fuß besitzt eine Byssusdrüse, die recht aktiv Byssusfäden produzieren kann. Die Kiemen bestehen nur aus dem inneren Halbblatt.
Der Prodissoconch I ist nur undeutlich vom Prodissoconch II abgesetzt. Er misst 140 μm im Durchmesser und weist eine mikroskopische Punktstruktur auf. Der Prodissoconch II ist dagegen sehr deutlich vom Dissoconch abgesetzt; er misst 380 μm im Durchmesser und ist mit randparallelen Anwachsstreifen ornamentiert.
Die beiden eiförmigen Schließmuskeleindrücke haben ungefähr dieselbe Größe. Die Mantellinie ist nicht eingebuchtet. Der Mantelrand ist meist frei. Am unteren Vorderende ist eine große Öffnung für den Fuß, am Hinterende eine sehr kleine Öffnung für das ausströmende Wasser. Der Fuß besitzt eine große „Zehe“ und eine kleine „Ferse“. Die Byssusdrüse ist funktionell und Byssusfäden zeitlebens produzieren. Der vordere Fußretraktormuskel inseriert oberhalb des vorderen Schließmuskels, der hintere Fußretraktormuskel oberhalb des hinteren Schließmuskels. Die Kiemen bestehen aus einem einzelnen Halbblatt mit neun nicht umgebogenen, stabförmigen Filamenten (bei den größten Exemplaren). Labialpalpen sind vorhanden, zeigen nach vorne, sind aber vergleichsweise klein.

## Geographische Verbreitung, Lebensraum und Lebensweise
Kelliola symmetros kennt man bisher nur aus der Biskaya. Sie kommt dort in abyssalen Wassertiefen (2.000 m und 6.000 m) vor. Die Muschelart lebt assoziiert mit dem irregulären Seeigel Aeropsis rostrata (Wyville Thomson, 1877). Die Tiere sind mit Byssusfäden an den Stacheln des Seeigels angeheftet. Der Wirt von Kelliola symmetros  ist im Nordatlantik weit verbreitet.

## Taxonomie
Das Arttaxon wurde von John Gwyn Jeffreys 1876 als Kellia symmetros beschrieben. William Healey Dall stellte 1889 für diese Art die Untergattung Kelliola auf. Die MolluscaBase akzeptiert Kelliola als gültige Gattung.

## Belege

### Online
- Marine Bivalve Shells of the British Isles: Kelliola symmetros (Jeffreys, 1875) (Website des National Museum Wales, Department of Natural Sciences, Cardiff)